# Lost One
«Lost One» es el segundo sencillo del álbum Kingdom Come de Jay-Z, lanzado durante el último cuarto del 2006 y el primer cuarto del 2007. La canción cuenta con la colaboración musical de Chrisette Michelle.

## Posicionamiento
| Listas (2006)                 | Máxima Posición |
| ----------------------------- | --------------- |
| EE. UU. Billboard Hot 100     | 58              |
| EE. UU. Hot R&B/Hip-Hop Songs | 19              |

- Datos: Q3246456